# 市民ポリス69
『市民ポリス69』（しみんポリスろくじゅうきゅう）は、柳沢きみおによる日本の漫画作品。
2001年から2006年まで『増刊アサヒ芸能』（徳間書店）で連載され、単行本は2008年10月10日にぶんか社から上下巻として初版が発行された。2022年には楽楽出版から全1巻のコンビニコミックとして出版されている。
2011年に実写映画化されている。

## 主な登場人物
芳一彦治郎（ほういち ひこじろう）
市民ポリス・ナンバー69。妻子ある冴えない中年会社員。本編の主人公。
佐々木和夫
市民ポリス・ナンバー64。市民ポリスの力を利用し、芳一を悪の道へ誘う。
謎のセクシー市民ポリス
ナンバー68。犯罪検挙率が目覚ましい、芳一憧れの市民ポリス。
市民ポリス長官・細井
芳一たち100人の市民ポリスを選び出し、組織を結成させた人物。

## 映画
『市民ポリス69』は、2011年3月19日よりヒューマントラストシネマ渋谷他全国14館でレイトショーで公開されたコメディアクション映画。監督は本田隆一。主演は映画初主演となる酒井敏也。共演の早見あかりはももいろクローバーとしては最後の映画出演となった。2011年9月2日にDVDを発売。
キャッチコピーは「いい子でいるの、今日やめました。」
東北地方太平洋沖地震の影響で初日舞台挨拶やトークショーが中止となり、開館時間も短縮となった。

### ストーリー
東京都が発足した軽犯罪者を取り締まる任期30日の犯罪検察組織「市民ポリス」。サラリーマンの芳一彦治郎は69人目の市民ポリスに任命される。はじめは任務から逃げ回ってばかりの芳一であったが、コンビニ店員の美少女・桃に頼まれた苦情依頼で逆にボコボコにされた芳一は市民ポリスの覆面と麻酔銃で権力を行使、権力の魅力に酔いしれてしまうのであった。

### キャスト
- 芳一彦治郎（市民ポリスNo.69） - 酒井敏也
- 佐々木和夫（市民ポリスNo.64） - 桐生コウジ
- 細井（市民ポリス長官） - 清水章吾
- 永山桃（芳一の憧れの美少女） - 早見あかり（ももいろクローバー）[1][2]
- 冴子（輝也の仲間） - 原紗央莉
- 芳一美里（芳一の妻） - 斎藤陽子
- 啓介（市民ポリスNo.1） - 錦野旦（特別出演）
- 岡田（桃がバイトするコンビニ店長） - 佐藤二朗
- 山本浩司
- 放火魔 - つぶやきシロー
- 永山輝也（闇組織SHKのボス） - 津田寛治
- 男子中学生（将棋部、美里の不倫相手） - 藤原健太
- コンビニ強盗女子高生 - 百田夏菜子（ももいろクローバー）
- コンビニ強盗女子高生 - 高城れに（ももいろクローバー）
- コンビニ強盗女子高生 - 有安杏果（ももいろクローバー）
- コンビニ強盗女子高生 - 玉井詩織（ももいろクローバー）
- コンビニ強盗女子高生 - 佐々木彩夏（ももいろクローバー）

### スタッフ
- 原作 - 柳沢きみお
- 監督 - 本田隆一
- 脚本 - ブルースカイ
- プロデューサー - 石毛栄典、桐生コウジ
- ラインプロデューサー - 金森保
- 撮影 - 乱れ髪★銀河
- 照明 - 岩瀬政克
- 録音 - 有元賢二
- 美術 - 金林剛
- 制作担当 - 安井聡子
- 助監督 - 菊地健雄
- 衣裳 - 宮本まさ江
- 製作 - トランスフォーマー、オフィス桐生
- 配給 - トランスフォーマー